# Zirenkel jezik
Zirenkel jezik (noviji naziv: zerenkel; ISO 639-3: zrn), afrazijski jezik istočnočadske skupine, kojim govori 2 240 ljudi (1993 census) u čadskom departmanu Guéra u selima Dambiro, Sirbodom i Nikel .
Leksička sličnost (71%) s jezikom mubi [mub]. Većina se služi i čadskim arapskim [shu].

## Vanjske poveznice
- Ethnologue (14th) /
- Ethnologue (15th)